# 男性差別
男性差別（だんせいさべつ）とは、男性に対する性差別である。女尊男卑（じょそんだんぴ）と呼ぶ人もいる。対義語は女性差別、または男尊女卑という。男性差別撤廃を目指す思想や運動をマスキュリズムといい、ワレン・ファレルや久米泰介といった研究者が考察を行っている。また、男性解放を目指すメンズリブという運動もある。
男性差別に対する国際的な動きも存在する。例えば1999年以来、毎年11月19日が国際男性デー（International Men's Day）として定められ、男性や少年の健康、ジェンダー関係の改善、男女平等の促進、正しい男性のロールモデルの形成、コミュニティ・家族・結婚・育児への男性の貢献などに焦点をあて、男性差別と少年差別を強調しながら世界各国で活動している。2018年時点で、国際男性デーのイベントは60カ国以上で開催された。

## 理論的検討
ある制度や慣習が男性差別と言えるのかどうか、という点については様々な立場からの議論がある。

### マスキュリズムにおける議論
マスキュリストのワレン・ファレルは、性差別は男性から女性への一方向的なものではなく、双方向的なものであり、「どちらの性も抑圧されてきた」としたうえで、女性にとって不利益となる抑圧を女性差別と呼び、男性にとって不利益となる抑圧を男性差別と呼んでいる。ファレルは、男性が一方的に女性を支配しているという想定に反論し、実際には男性支配と女性支配が組み合わさっていると主張する。ファレルは女性差別の存在を否定しているわけではなく、男性差別も同時に存在していると論じ、男性差別について多くの具体例を挙げている。
一方で、社会学者（男性学）の田中俊之は、ファレルの見解について、差別や権力に関する理論的な考察が不十分であり、「なぜそれが男性差別であると言えるのか理論上の説得的な根拠が提示されないまま、次々と、女性差別を助長するような事例の紹介がされる」問題点があると指摘している。

### ジェンダー論における議論
加藤秀一は、一見すると「女性優遇」と思われるような状況についても、「それらがなぜ、何のために行われ、どのような働きをしているのかといった社会的文脈の中に位置づけて」考える必要があると主張している。たとえば女性専用車両は「女性たちに何かプラスをもたらしているわけではなく、せいぜい痴漢被害というマイナスを少しでも埋め合わせてゼロに戻そうとする補償的措置にすぎない」ため、女性を「優遇」しているとは言えないとする。また映画館のレディース・デイは、男女間の賃金格差という社会的文脈を考慮すれば「男性差別」とは言いきれず、「雇用や労働をめぐる男女平等が達成されれば、このようなサービスはおのずと消滅していく」だろうと述べている。
女性の方が男性よりも社会福祉や公的扶助を利用しやすいという傾向について、京都大学准教授の丸山里美は、女性は雇用保険や年金の対象にならない低賃金の働き方の人が大半であることから、その利用が認められやすくなっていると論じている。性別役割分業を前提とした近代家族モデルのもとで、男性は賃労働に就くことを期待されるのに対し、女性は家庭での再生産労働を期待され、この結果、労働報酬から保険料を拠出するような保険制度（雇用保険、医療保険、年金など）は男性と結びつき、公的扶助による生活保障は女性と結びつくことになるのだという。さらに公的扶助の受給には社会的スティグマをともなうため、「保険と扶助のあいだには、序列が存在している」としている。

### アファーマティブ・アクションに関する法学的な議論
女性差別撤廃条約第4条において、「男女の事実上の平等を促進することを目的とする暫定的な特別措置」は差別ではないと規定されている。また「母性を保護することを目的とする特別措置」も差別ではないとされている。ただしアファーマティブ・アクションはあくまでも一時的・暫定的なものであるため、「機会および待遇の平等」が実現されたときには、廃止されなければならない。アファーマティブ・アクションの法的根拠として、憲法第14条1項、男女共同参画社会基本法第2条・第8条、男女雇用機会均等法第8条などがある。
アファーマティブ・アクションは「格差是正のための暫定的なものである」という限りにおいて正当化されている。しかし具体的な制度設計のあり方によっては、逆差別やスティグマ化などの問題を引き起こしうる（2018年に発覚した医学部不正入試問題も参照）。差別是正措置にはさまざまな種類があり、実施方法も多様であるため、社会状況に応じた適切な運用が必要だとされている。
アファーマティブ・アクションは、女性の社会参画を促すものである。就労や政治参画における男女格差は、単に女性が不利益を被るだけでなく、男性にも権利侵害や不利益をもたらす。それゆえ女性の社会参画を促す政策は、男性の権利侵害や不利益を解消する側面もあるとされている。

### 哲学的差別論における議論
近年は、何が不正な差別であるか、という問いをめぐる哲学的議論が展開されている。たとえばデボラ・ヘルマンによれば、人々の間に区別を付けることが、その一方のグループに属する人々を価値の劣ったものとして貶めることになる場合、その区別は不正な差別である。このとき、何が不正な差別になるのかは社会的文脈によって決まる。ヘルマンはこれを性別に関する差別について当てはめて議論を行っている。
つまり男女間で区別を設けることが必ずしも「男性差別」であるとはかぎらない。とはいえこれまで議論されてきたように、「男性差別」でないとしてもまったく問題がないとはかぎらない。また、「不当である」ということと「差別である」ということは異なる概念である。それゆえ事例を検討するときには、背景にある社会的文脈を考慮しながら、具体的にどのような点に問題があるのか、ということに注目する必要がある。

## 事例

### アメリカ
- 18歳から25歳までの永住権保持者または市民の男性にはセレクティブ・サービス・システムに郵便局で登録することが強制されている。拒否すると、州によっては罰金刑に処される他、政府の奨学金を受けられなくなるなどの各種不利益を受ける[23]。ただし、この男性限定の選抜徴兵登録については、連邦最高裁で男性差別ではなく合憲との判決が下されている。
- 1996年7月9日付けのボストン・グローブ紙では、13歳の少年を強姦したとして訴えられた37歳の女性の事件を報道したが、その中で「少年も望んでいたに違いないさ」「夢のようなことさ」「間違いなく強姦だけど、男の子は若いうちから性的に活発じゃなきゃっていう社会通念があるから、みんなどこかで許容してしまっている」といった、男性被害者に対する偏見があるとしている[24]。
- 2005年に、8歳の少年が14歳の少女にわいせつ行為をされた際に「たとえ初めは少女が誘ったにせよ少年は対等の行為参加者だった」として少年のほうが「未成年者へのわいせつ行為」で訴えられた事件が報道された（後に検察側は起訴を取り下げた）。怒った母親は、こういう場合に親は息子が起訴されることを恐れず、州の担当部署に堂々と訴えるべきだと述べている[25]。

### イギリス
- かつて男性の自動車保険の保険料は女性の2倍であった。BBCの自動車番組トップ・ギアでは、それを皮肉って｢ペニスを切り落とせ」と言う台詞が出てくるほどであった[26]。なおこのような格差が生まれた背景は、男性は女性に比べ運転機会が多く、女性に比して44:32で事故発生を起こす危険性が高いため、男性の保険料を高く設定する必要があるためであり、単なる性別差別ではない[要出典]。また現在では、同じ保険であれば男女で同じ保険料とするよう法律で定められている。

### 韓国
- 兵役の有無[27][28]。韓国の男子学生の46.3%は、韓国内に兵役などの男性差別があると考えている[29]。
- 2006年に民法が改正されるまでは、婚姻可能年齢を男性は満18歳、女性は満16歳と定めていた（日本と同じ）[30]。しかし男女平等の観点から、2006年に男女とも満18歳に統一されている。
- 国家有功者・独立有功者及びそれらの遺族について、国家養老施設で保護される条件が、女性は60歳以上、男性は65歳以上と定められている[30]。
- 直系尊属家族の手当需給権者が男性尊属の場合は60歳、女性尊属の場合は55歳と定められている[30]。
- 大韓航空には、客室乗務員の募集と採用において、男性を排除する採用慣行が存在するため、2008年に国家人権委員会からこれを男性差別だと判断され、この採用慣行を是正するように勧告された[31]。

### 日本

#### 政治
- 結婚可能年齢 — 2022年3月31日まで、結婚可能年齢は男性は満18歳、女性は満16歳であったが[32]、民法の一部を改正する法律（平成30年6月20日法律第59号）により、2022年（令和4年）4月1日から男女とも満18歳に統一された[33][注釈 1]。
- 強姦罪 — かつて刑法177条から180条で規定されていた強姦罪では、女性に対する強姦の規定だけしか存在しなかった。これは、かつての強姦罪規定においては、強姦による妊娠が重要視されたためでもあり、男性に対する強姦と同様に肛門性交や口淫も含まれなかった。この定義の範囲を拡大して、男性に対する強姦も重大な犯罪とされることを確保することが、性差別是正の観点により国際連合の自由権規約人権委員会から日本に対して勧告されていた[34]。男性への強制性交も参照のこと。2017年（平成29年）7月13日に、男性が被害者の場合を含む強制性交等罪の規定が設けられることに伴い、強姦罪の名称は廃止された。法定刑は5年以上になった[35]。
- 助産師 — 保健師助産師看護師法では助産師資格についての規定があるが、第3条で資格対象を女性のみに限定しており[36]、男性の産婦人科医師が存在するのに助産師になれないのは、男性差別の観点から疑問が呈されている[37]。
- 労働災害、遺族年金 — 夫が死亡した妻に対しては、無条件で労災遺族年金支給されるのに対し、妻が死亡した夫に対しては、55歳未満の場合は支給されない[38]。
  - 大阪地方裁判所は2013年11月25日、地方公務員災害補償法による規定を、日本国憲法違反であると判断した[39]が、大阪高等裁判所で開かれた第二審では、労働環境の男女格差は現在も歴然として存在するとして、遺族年金の男女で異なる支給条件は、日本国憲法第14条の法の下の平等には違反しないとし、男性側の請求を棄却した[40]。2017年（平成29年）3月21日に最高裁判所が高裁判決を支持し、男性の敗訴が決定した[41]。
- 寡婦年金 — 夫と死別した妻に対しては寡婦年金が支給される場合があるが、妻と死別した夫に対しては支給されない[42]。こういった女性だけにしか年金が支給されない点については、男性だからという理由で年金を受ける権利が与えられないのには違和感を覚えるという、男女平等や男性差別の観点から疑問が呈されている[43]。
- 児童扶養手当 — 2010年7月までは、児童扶助手当が母子家庭には支給されるが、父子家庭に対しては児童扶養手当が支給されなかったが、父子家庭を不当に排除しているとの批判もあり[44]、2010年（平成22年）8月に児童扶養手当法が改正され、父子家庭に対しても支給されるようになった[45]。
- 後遺障害 — 顔に傷が残る後遺障害について、女性の方が保険金額が高くなる（自賠責保障法施行令第2条別表2による 男性への14級適用に対して2階級高い12級 大きな傷の場合には男性が12級適用に対して5階級高い7級[46]）。その理由として、女性の方が容姿を重要視されるという考え方がある[47]。労働災害において、このような扱いは違憲であると京都地方裁判所が判例を示し[48]、これを受けて、認定業務を担当する厚生労働省労災補償部補償課は基準見直しを決定[49]。等級表の制定は1947年（昭和22年）、等級表の元になった基準が制定されたのは、労災保険法の前身の「工場法」によるもので1936年（昭和11年）であるという[50]。
- 丸刈り — 自衛隊の新隊員への訓練、警察学校の学生、日本の刑務所の受刑者においては、男性に対してのみ丸刈りが画一的に課せられている。また、一部の学校では校則や部活動の規則[51]として、丸刈りやスポーツ刈りを規定している学校もある。一方で大抵の場合、女性受刑者は髪型が自由で、収監時に染髪されている状態だった場合は、そのままでいることが黙認されている[52]。

#### 経済
- 就職差別 — 客室乗務員、秘書・受付事務・一般事務などの事務職、看護師・介護士・保育士などの専門職、食品・菓子店・スーパーマーケットのパートタイマーは、女性が多数を占める職種である[53]。
- 制服貸与問題：女性にだけ制服貸与またはカジュアル衣装を認めて、男性は自前のスーツ購入の上での勤務が多いので、これも同一賃金同一労働に反し、福利厚生に差があるなど、男性差別・男性蔑視・女性優遇・女尊男卑と批判が多い。労働基準法では制服貸与までは明記されてないが同法の趣旨によると、男女同一の扱いが望ましいとされている。但し、職種や階級により、制服貸与の有無やドレスコードは問題ないとされている[54]
- 育児 — 男性は女性に比べ、育児休業を取得することが困難である。育児休暇の取得は、育児介護休業法によって性別に関係なく認められているが、厚生労働省が発表した2011年度の雇用均等基本調査によると、女性の育児休業取得率87.8%に対し、男性の育児休業取得率はわずか2.63%と極めて低くなっている[55]。この背景としては、企業・職場において女性に比べて男性の育児休暇取得に対する理解がないことや、男女を問わず「男は仕事、女は家庭」といったステレオタイプなジェンダー・バイアス（性的偏見、性差別）の風潮があることが指摘されている[56]。テレビ東京『日経スペシャル ガイアの夜明け』で取り上げられた際には「男性の育児休暇制度だけを整備しても、休暇取得率は上がらない。企業の、職場の意識を変える必要がある」という提起がされている[57]。
- 肉体労働・命の危険が伴う労働 — 男女共同参画について、兵庫県庁が職員の意識、実態を調査したところ、見直すべき職場慣行として「引越しなどの力仕事は男性のみでする傾向にあり、負担が大きい」「男性の方が長時間労働を強いられている」「災害時の人員配備で、女性が免除されている」などの問題点が挙げられた[58]。